# Matějov
Matějov (en allemand : Mategow) est une commune du district de Žďár nad Sázavou, dans la région de Vysočina, en République tchèque. Sa population s'élevait à 202 habitants en 2020.

## Géographie
Matějov se trouve à 7 km au sud-ouest de Žďár nad Sázavou, à 25 km au nord-est de Jihlava à 120 km au sud-est de Prague.
La commune est limitée par Sázava et Hamry nad Sázavou au nord, par Budeč et Nové Veselí à l'est, par Újezd au sud, et par Nížkov et Rosička à l'ouest.

## Histoire
La première mention écrite de la localité date de 1320.

## Transports
Par la route, Matějov se trouve à 9 km de Žďár nad Sázavou, à 34 km de Jihlava et à 144 km de Prague.